# Show (vidéo)
Pour les articles homonymes, voir Show.
Show est une vidéo live au format VHS du groupe The Cure, sortie le 13 septembre 1993 simultanément avec l'album du même titre.
La vidéo a été filmée lors des concerts des 18 et 19 juillet 1992 au Palace of Auburn Hills aux États-Unis. Elle comporte cinq titres de plus que l'album Show.
Canal+ diffusa 52 minutes du concert en avant première le 21 août 1993.

## Autres formats
Show fut éditée au format laserdisc au Japon uniquement. Une édition au format CD-i (Compact Disc Interactive) fut sortie chez Polygram Video en 1993 distribué par Philips Media (ref: 087 742-4, made in Germany). Deux CD-i incluant les 23 titres de la version VHS (il fallait être équipé à l'époque d'un lecteur de CD avec une « video Cartridge » comme la console CDI de chez Philips ou l'Amiga CD32 de chez Commodore avec boitier Full Motion Video). Ce format a disparu avec l'arrivée du format DVD.

## Liste des titres
| No  | Titre                               | Auteur                                                                         | Durée |
| --- | ----------------------------------- | ------------------------------------------------------------------------------ | ----- |
| 1.  | Tape (instrumental)                 | - Robert Smith - Simon Gallup - Perry Bamonte - Porl Thompson - Boris Williams |       |
| 2.  | Open                                | - Smith - Gallup - Bamonte - Thompson - Williams                               |       |
| 3.  | High                                | - Smith - Gallup - Bamonte - Thompson - Williams                               |       |
| 4.  | Pictures of You                     | - Smith - Gallup - Roger O'Donnell - Thompson - Williams - Lol Tolhurst        |       |
| 5.  | Lullaby                             | - Smith - Gallup - O'Donnell - Thompson - Williams - Tolhurst                  |       |
| 6.  | Just Like Heaven                    | - Smith - Gallup - Tolhurst - Thompson - Williams                              |       |
| 7.  | Fascination Street                  | - Smith - Gallup - O'Donnell - Thompson - Williams - Tolhurst                  |       |
| 8.  | A Night Like This                   | Smith                                                                          |       |
| 9.  | Trust                               | - Smith - Gallup - Bamonte - Thompson - Williams                               |       |
| 10. | Doing The Unstuck                   | - Smith - Gallup - Bamonte - Thompson - Williams                               |       |
| 11. | The Walk                            | - Smith - Tolhurst                                                             |       |
| 12. | Let's Go to Bed                     | - Smith - Tolhurst                                                             |       |
| 13. | Friday I'm in Love                  | - Smith - Gallup - Bamonte - Thompson - Williams                               |       |
| 14. | In Between Days                     | Smith                                                                          |       |
| 15. | From the Edge of the Deep Green Sea | - Smith - Gallup - Bamonte - Thompson - Williams                               |       |
| 16. | Never Enough                        | - Smith - Gallup - Thompson - Williams                                         |       |
| 17. | Cut                                 | - Smith - Gallup - Bamonte - Thompson - Williams                               |       |
| 18. | End                                 | - Smith - Gallup - Bamonte - Thompson - Williams                               |       |
| 19. | To Wish Impossible Things           | - Smith - Gallup - Bamonte - Thompson - Williams                               |       |
| 20. | Primary                             | - Smith - Gallup - Tolhurst                                                    |       |
| 21. | Boys Don't Cry                      | - Smith - Michael Dempsey - Tolhurst                                           |       |
| 22. | Why Can't I Be You?                 | - Smith - Gallup - Tolhurst - Thompson - Williams                              |       |
| 23. | A Forest                            | - Smith - Gallup - Tolhurst - Matthieu Hartley                                 |       |

## Musiciens
- Robert Smith: chant, guitare
- Simon Gallup: basse
- Porl Thompson: guitare, claviers
- Perry Bamonte: claviers, guitare
- Boris Williams: batterie